# Platylomalus osellai
Platylomalus osellai är en skalbaggsart som beskrevs av Vienna 1983. Platylomalus osellai ingår i släktet Platylomalus och familjen stumpbaggar. Inga underarter finns listade i Catalogue of Life.